# 西條裕朗
西條 裕朗（さいじょう ゆうろう）は、日本のラグビー指導者。現在報徳学園高校ラグビー部の監督を務めている。

## プロフィール
- 兵庫県北淡町出身[1]。
- 現役時代のポジションはプロップ(PR)。

## 略歴
高校からラグビーを始めた。
報徳学園高校、法政大学卒業後、伊丹北高校の教員を経て1997年、報徳学園高校ラグビー部の監督に就任。なお報徳学園高校・法政大学ではラグビー部主将を務めた。
2023年1月、監督として花園準優勝を経験。